# 包尔呼顺高勒
包尔呼顺高勒，流经中华人民共和国内蒙古自治区巴彦淖尔市乌拉特中旗及蒙古国南戈壁省汗博格德县的一条跨国河流，发源于中国内蒙古乌拉特中旗川井苏木莫若格其格，蜿蜒向西北流，经乌拉特中旗与乌拉特后旗交界地区，而后流出国境，注入中蒙边界地区的阿尔呼吉尔特洼地。中国境内河长95.7千米，集水面积1048.23平方千米，河道平均比降6.31‰。全河均为干河，河床明显。